# Gertruda Babenberg (zm. 1241)
Gertruda Babenberg (ur. ok. 1210–1215; zm. 1241 przed 10 marca) – księżniczka austriacka z dynastii Babenbergów.
Gertruda była córką księcia Leopolda VI i jego żony Teodory Angeliny. Jej bratem był ostatni z Babenbergów Fryderyk II Bitny.
W 1238 Gertruda poślubiła landgrafa Turyngii i późniejszego antykróla Niemiec Henryka Raspe. Była jego drugą żoną. Małżeństwo było bezpotomne.